# Olofströms IK

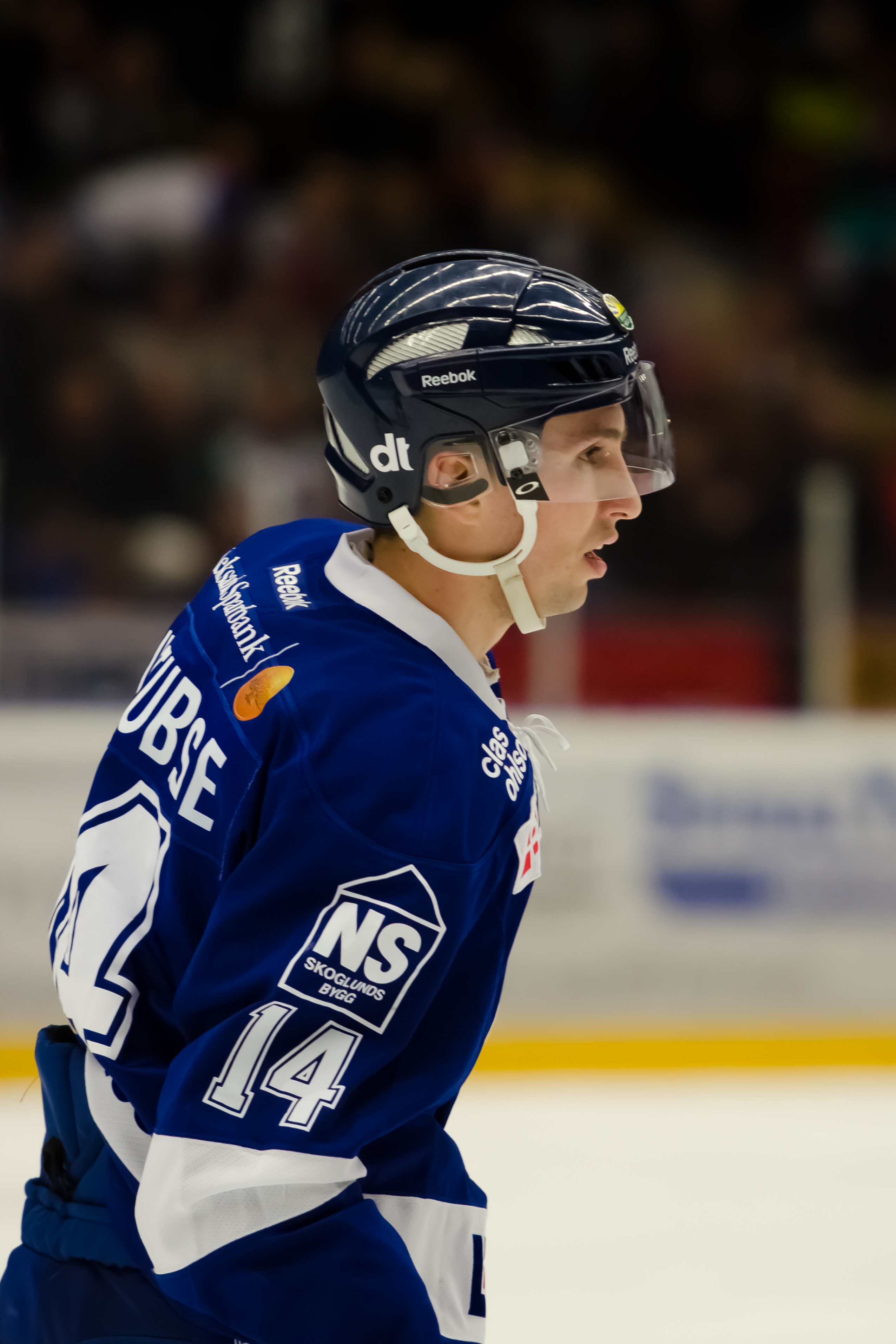
Mark Hurtubise spelade för Olofströms IK 2009/10. Här en bild från 2012 där han spelar för Leksands IF.

Olofströms IK är en ishockeyklubb från Olofström i Blekinge. Föreningen bildades 1970 och spelar säsongen 2019/2020 i Hockeytvåan. Klubben kallas i folkmun för Steelers, något man lade till säsongen 2007/2008 och som grundar sig på stålets betydelse för orten. Olofströms IK spelar sina hemmamatcher i HBM Arena Olofström, tidigare Stålhallen.

## Säsonger i Division I
Föreningen tog sig upp i Division I 1996 och häll sig - med någon enstaka säsongs undantag – kvar till 2015. Vid några tillfälle kvalade man till Hockeyallsvenskan, men utan att lyckas ta sig upp.
| Säsong    | Division            | Placering | Vårserie                  | Kval/Playoff                                                                            |
| --------- | ------------------- | --------- | ------------------------- | --------------------------------------------------------------------------------------- |
| 1996/1997 | Division I Södra B  | 8         | 8:a i fortsättningsserien | 2:a i kvalserien till Division I                                                        |
| 1997/1998 | Division I Södra B  | 9         | 6:a i fortsättningsserien | 1:a i kvalserien till Division I                                                        |
| 1998/1999 | Division I Södra B  | 7         | 6:a i fortsättningsserien | 4:a i kval till nya Allsvenskan                                                         |
| 1999/2000 | Division I Södra    | 4         | 7:a i Allettan Södra      |                                                                                         |
| 2000/2001 | Division I Södra    | 5         | 2:a i vårserien           |                                                                                         |
| 2001/2002 | Division I Södra    | 8         | 5:a i vårserien           | 5:a i återkval till Division 1nerflyttade                                               |
| 2002/2003 | Division II Södra B | 2         |                           | 2:a i kval till Division 1, uppflyttade                                                 |
| 2003/2004 | Division I Södra    | 8         | 4:a i Förkval Södra B     |                                                                                         |
| 2004/2005 | Division I Södra    | 7         |                           |                                                                                         |
| 2005/2006 | Division 1F         | 8         |                           |                                                                                         |
| 2006/2007 | Division 1F         | 4         | 3:a i vårserien           |                                                                                         |
| 2007/2008 | Division 1F         | 4         | 5:a i Allettan Södra      |                                                                                         |
| 2008/2009 | Division 1F         | 5         | 3:a i vårserien           |                                                                                         |
| 2009/2010 | Division 1F         | 2         | 3:a i Allettan Södra      | Playoff: Besegrar Tranås, Nyköping och Huddinge 5:a i kvalserien till Hockeyallsvenskan |
| 2010/2011 | Division 1F         | 4         | 6:a i Allettan Södra      |                                                                                         |
| 2011/2012 | Division 1F         | 2         | 4:a i Allettan Södra      | Playoff: Besegrar Nybro, Björklöven och Wings, 4:a i kvalserien till Hockeyallsvenskan  |
| 2012/2013 | Division 1F         | 2         | 2:a i Allettan Södra      | Playoff: Besegrar Tranås, utslagna av Björklöven                                        |
| 2013/2014 | Division 1F         | 8         | 3:a i fortsättningsserien |                                                                                         |
| 2014/2015 | Hockeyettan Södra   | 12        | 8:a i vårserien           | 3:a i kvalserien till Hockeyettan, nerflyttade                                          |